# Droit de la nationalité islandaise
Le droit de la nationalité islandaise se fonde sur les principes du droit du sang (jus sanguinis). En d'autres termes, naître de parents islandais est le moyen principal d'acquérir la nationalité islandaise. Naître en Islande de parents étrangers ne confère pas de facto la nationalité islandaise : il n'y a pas de droit du sol en Islande.
En juin 2003, les restrictions concernant la double nationalité ont été supprimées. Les anciens islandais ayant perdu leur nationalité avant cette date avaient jusqu'au 1er juillet 2007 pour réclamer leur nationalité islandaise.

## Droit du sol

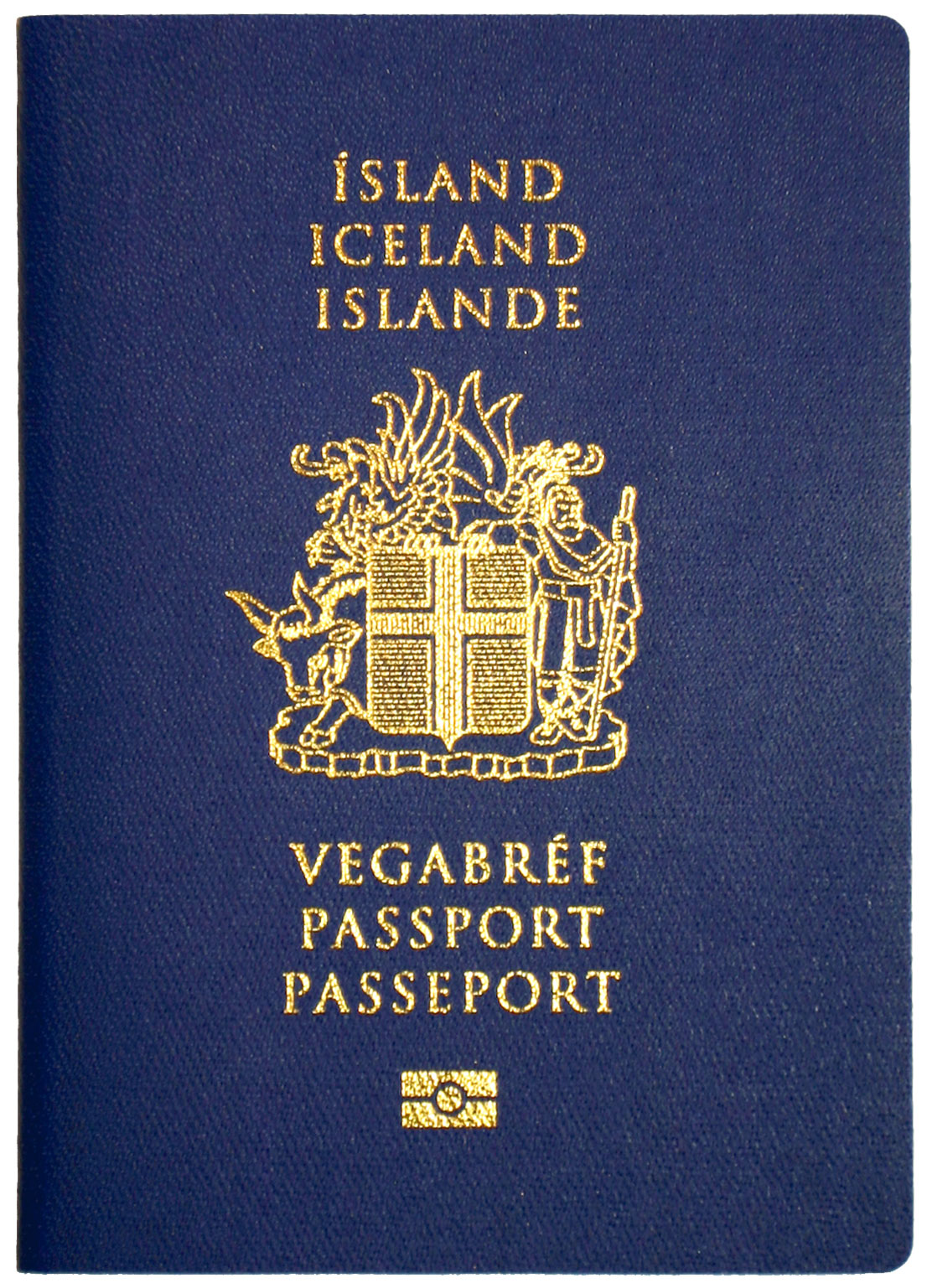
Passeport islandais

D'une manière générale, naître en Islande n'est pas suffisant pour acquérir la nationalité islandaise.

## Droit du sang
Une personne obtient la nationalité islandaise à la naissance si :
- sa mère a la nationalité islandaise ;
- ou, son père et sa mère sont mariés et le père est citoyen islandais (sauf dans le cas où le couple n'était pas marié au moment de la conception de l'enfant).

Les enfants nés d'une mère non-islandaise et d'un père islandais non mariés acquièrent la nationalité islandaise si :
- l'enfant est né en Islande et le père a reconnu l'enfant comme le sien au sens de la loi islandaise ;
- l'enfant est né hors d'Islande et qu'une demande de naturalisation est faite avant ses 18 ans.

Jusqu'au 1er juillet 1982, le fait d'acquérir la nationalité islandaise par sa mère était restreint. Les personnes nées d'une mère islandaise et d'un père étranger, entre le 1er juillet 1964 et le 30 juin 1982 devaient déclarer leur naturalisation (voir Déclaration de citoyenneté islandaise, ci-dessous).

## Obtention
Une personne peut être naturalisée islandaise après sept années de résidence en Islande. Il y a plusieurs concessions à la durée de résidence :
- pour les citoyens d'un autre pays nordique, il suffit de quatre ans de résidence ;
- pour une personne mariée (ou en union civile) avec un citoyen islandais, il suffit de trois ans de résidence. Le conjoint doit avoir la nationalité depuis au moins cinq ans, et le mariage doit durer depuis au moins quatre ans ;
- pour une personne en concubinage avec un citoyen islandais, il suffit de cinq ans de résidence, soumises aux mêmes restrictions que pour un couple marié ;
- pour un enfant de citoyen islandais, il suffit de deux ans, pourvu que le parent ait obtenu la nationalité islandaise depuis au moins cinq ans ;
- pour un réfugié reconnu comme tel, il suffit de cinq ans de résidence ;
- pour une personne née en Islande ne possédant aucune autre nationalité, la nationalité islandaise lui est accordée après trois ans de résidence.

Les candidats à la nationalité se doivent d'être de bonnes mœurs et capables de subvenir à leurs besoins.
Depuis le 1er juillet 2003, les candidats n'ont plus à renoncer à toute autre nationalité pour devenir islandais.

### Obtention par déclaration
Dans certains cas, la nationalité islandaise s'acquiert par déclaration. C'est un procédé plus simple que la naturalisation. Peut se déclarer citoyen islandais :
- une personne résidant en Islande depuis ses 11 ans (13 ans pour les apatrides), ayant entre 18 et 20 ans au moment de la déclaration ;
- une personne ayant déjà eu la nationalité islandaise à la naissance et ayant vécu en Islande jusqu'à ses 18 ans, après deux années de résidence sur le territoire islandais ;
- un citoyen d'un pays du conseil nordique, même non naturalisé de ce pays, après sept ans de résidence ;
- une personne ayant perdu sa nationalité islandaise pour acquérir la nationalité d'un pays du conseil nordique si son lieu de résidence est l'Islande

Les personnes qui ne sont pas éligibles à la nationalité islandaise par déclaration peuvent l'être par naturalisation.

### Obtention par adoption
Une personne adoptée par des Islandais acquiert spontanément la nationalité si elle a moins de 12 ans. Lorsque l'adoption a lieu hors du territoire islandais, une candidature doit être faite.

### Obtention par la loi
Chaque année, des personnes soumettent à l'Althing leur désir d'acquérir la nationalité islandaise par la loi. C'est en général un procédé utilisé par ceux qui n'ont aucune des qualités requises pour acquérir la nationalité par d'autres moyens. Bobby Fischer, le joueur d'échecs controversé, est un exemple de personne ayant acquis la nationalité islandaise par ce biais.

## Perte
Les citoyens islandais pouvaient perdre leur nationalité s'ils acquerraient une autre nationalité ; elle peut néanmoins toujours être retirée dans certains cas :

### Acquisition d'une autre nationalité
Avant le 1er juillet 2003, un citoyen islandais qui obtenait une nationalité étrangère perdait obligatoirement sa nationalité islandaise. Le procédé de retour à sa nationalité islandaise par déclaration leur était possible jusqu'au 1er juillet 2007.

### Résidence à l'étranger
Un citoyen islandais né en dehors du territoire islandais est susceptible de perdre sa nationalité islandaise le jour de ses 22 ans, sauf si :
- il ou elle réside en Islande avant cette échéance ;
- il ou elle pose une candidature pour garder sa nationalité islandaise (renoncer à toute autre nationalité n'est pas nécessaire).

Néanmoins, un citoyen islandais qui n'a aucune autre nationalité ne peut pas perdre sa nationalité islandaise sur ces critères.

## Double nationalité
Les modifications portées à la loi, prenant effet au 1er juillet 2003, autorisent les citoyens islandais à avoir une double nationalité. Avant cette date, la double nationalité n'était autorisée que dans certains cas (par exemple lorsqu'à la naissance la double nationalité s'imposait).